# Fanes (pohoří)
Pohoří Fanes je horská skupina nalézající se v severozápadních Dolomitech v Itálii. Za své jméno vděčí centrální náhorní plošině Fanes, která je dějištěm ladinských legend o království Fanes (Le rëgn de Fanes). Jako součást dolomitových skupin sdružených organizací UNESCO pod názvem "Severní Dolomity" je skupina Fanes od 26. června 2009 součástí "Světového dědictví Dolomity".

## Poloha a vymezení
Pohoří Fanes se nachází východně od údolí Val Badia. Údolí Enneberger Tal, které se z něj větví jihovýchodním směrem, tvoří severovýchodní hranici směrem k Braieským Dolomitům. Hranice dále pokračuje v čele údolí Rautal kolem severní strany horské skupiny Camin ke Campo Croce. Zde se hranice stáčí na jih přes údolí Val Travenanzes do průsmyku Passo di Falzarego. Linie Falzarego Pass-Livinallongo-Arabba-Campolongopass představuje jižní hranici skupiny Fanes. K pohoří Fanes se někdy přiřazuje i pohoří Tofana, které není v této definici hranice zahrnuto.
Největší části horské skupiny leží v Jižním Tyrolsku (obce Enneberg, Wengen, Abtei, Corvara a St. Martin in Thurn) a jsou téměř celé chráněny v přírodním parku Fanes-Sennes-Prags. Východní a jižní část skupiny Fanes se nachází v provincii Belluno (Benátsko).

## Vrcholy
- Antonispitze (2655 m)
- Col Bechei (2793 m)
- Col di Lana (2462 m)
- Eisengabelspitze (2532 m)
- Heiligkreuzkofel (2907 m)
- Hexenstein (2477 m)
- Kreuzspitze (2021 m)
- Lagazuoi (2835 m)
- Mittlere Fanisspitze (2889 m) s Cima Scotoni (2874 m)
- Monte Casale (2898 m)
- Monte Castello (2817 m)
- Monte Cavallo (2912 m)
- Monte Sief (2424 m)
- Neuner (2967 m)
- Nördliche Fanisspitze (2969 m)
- Paresberg (2396 m)
- Piz Cunturines (3064 m)
- Piz Lavarela (3055 m)
- Settsass (2571 m)
- Südliche Fanisspitze (2980 m)
- Zehner (3026 m)

## Horské chaty
- Faneshütte
- Heiligkreuz-Hospiz
- Lagazuoihütte
- Lavarellahütte
- Pederü
- Scotonihütte